# 怪奇小説の世紀
怪奇小説の世紀（かいきしょうせつのせいき）は、1992年から1993年にかけて国書刊行会から刊行された怪奇小説アンソロジーの叢書。四六版。全3巻。
編集および各巻の解説は小説家・翻訳家の西崎憲。

## 一覧
- 『夢魔の家 怪奇小説の世紀1』（E・L・ホワイト他） 1992.12　ISBN 978-4-336-03461-8
「火宅」（The Burned House、ヴィンセント・オサリヴァン(Vincent O'Sullivan)）
「岩のひきだし」（The Earth Draws、ヨナス・リー）
「旅行時計」（The Clock、W・F・ハーヴィー）
「夢魔の家」（The House of the Nightnare、E・L・ホワイト(Edward Lucas White)）
「花嫁」（The Bride、M・P・シール(M. P. Shiel)）
「違う駅」（The Wrong Station、A・M・バレイジ）
「人形」（The Doll、ヴァーノン・リー(Varnon Lee)）
「フローレンス・フラナリー」（Florence Flannery、マジョリー・ボウエン(Marjorie Bowen)）
「湿ったシーツ」（Damp Sheets、H・R・ウエイクフィールド(H. R. Wakefield)）
「戦利品」（The Lectern、A・N・L・マンピー(Alan Noel Latimer Munby)）
「アルフレッド・ワダムの絞首刑」（The Hanging of Alfred Wadham、E・F・ベンスン(E. F. Benson)）
「陽気なる魂」（The Cheery Soul、エリザベス・ボウエン）
解説：怪奇小説の黄金時代（西崎憲）

- 『がらんどうの男 怪奇小説の世紀2』（トマス・バーク他） 1993.2　ISBN 978-4-336-03462-5
「がらんどうの男」（The Hollow Man、トマス・バーク(Thomas Burke)）
「茶色い手」（The Brown Hand、アーサー・コナン・ドイル）
「ボルドー行の乗合馬車」（The Bordeaux Diligence、ハリファックス卿）
「妖精にさらわれた子供」（The Child That Went with the Fairies、J・S・レ・ファニュ）
「チャレルの谷」（The Gorge of the Churels、H・R・ウェイクフィールド(H. R. Wakefield)）
「遭難」（The Accident、アン・ブリッジ(Ann Bridge)）
「時計」（The Clock、ニール・ミラー・ガン(Neil Miller Gunn)）
「死神の霊廟」（The Shrine of Death、レディ・ディルク(Emilia Frances Strong Pattison Dilke)）
「エニスモア氏の最後」（The Last of Squire Ennismore、J・H・リドル夫人(Mrs. J. H. Riddell)）
「閉ざされた部屋」（The Shuttered Room、E・F・ベンスン）
「ウエッソー」（Whessoe、ニュー・ジェント・バーカー(Nugent Barker)）
「事故」（The Accident、オリバー・オニオン(Oliver Onions)）
解説：好事家志願（西崎憲）

- 『夜の怪 怪奇小説の世紀3』（L・P・ハートリー他）1993.6　ISBN 978-4-336-03463-2
「ターンヘルム」（Tarnhelm; or the Death of My Uncle Robert、ヒュー・ウォルポール）
「足跡」（Footprints、A・M・バレイジ）
「秋のクリケット」（Autumn Cricket、ダンセイニ卿）
「死霊の山」（The Mountain of Spirits、匿名氏(Anonymous)）
「イノウズラッド夫人」（Dame Inowsland、R・マレー・ギルクリスト(Robert Murray Gilchrist)）
「夜の怪」（Night Fears、L・P・ハートリー(L. P. Hartley)）
「列車」（The Trains、ロバート・エイクマン）
「日時計」（Sundial、R・H・マールデン(Richard Henry Malden)）
「砂歩き」（The Sand-walker、ファーガス・ヒューム(Fergus Hume)）
「失われた船」（The Lost Ship、W・W・ジェイコブズ）
解説：The Study of Twilight （西崎憲）